# 赛义夫·阿里·詹久阿
赛义夫·阿里·詹久阿 (1922年4月25日—1948年10月26日)，是一名巴基斯坦陸軍士兵，在阿扎德克什米爾第5團服役，參加了第一次印巴戰爭，在1948年的一次戰鬥中陣亡。他是巴基斯坦軍中第一個被追授獅子勳章（尼山·海德爾勳章）的人。